# Rosi Sailer
Rosi Sailer (* 20. August 1931 in Kitzbühel, Tirol) ist eine ehemalige österreichische Skirennläuferin. Sie erreichte mehrere Spitzenplätze bei den Hahnenkammrennen und nahm 1952 an den Olympischen Winterspielen teil.

## Biografie
Rosi Sailer erlernte schon als Kind den Skisport, ihr Vater Anton war selbst ein begeisterter Skiläufer. Mit dem Rennsport begann Sailer nach Ende des Zweiten Weltkrieges. 1950 feierte sie in der Hahnenkamm-Abfahrt von Kitzbühel ihren ersten Sieg, allerdings unter Abwesenheit der Spitzenläuferinnen. Auch im nächsten Winter erreichte sie bei den Hahnenkammrennen gute Platzierungen, wurde Zweite in der Abfahrt sowie Dritte im Slalom und in der Kombination. Mit weiteren guten Leistungen gelang ihr die Qualifikation für die Olympischen Winterspiele 1952 in Oslo, wobei ihr der Sieg in einem dafür angesetzten Qualifikationsslalom am 21. Januar in Badgastein das endgültige Ticket einbrachte. Dort kam sie nur im Slalom zum Einsatz und belegte den 17. Platz.
In der Saison 1952/53 waren Sailers beste Resultate der zweite Platz im Riesenslalom von Innsbruck und der dritte Platz im Riesenslalom von Grindelwald. Im folgenden Winter gelang ihr der zweite Platz in der Abfahrt von Kitzbühel, womit sie ins Team für die Weltmeisterschaften 1954 in Åre kam. Dort blieb sie allerdings Ersatzläuferin und hatte keinen Renneinsatz. Nach dieser Saison beendete Sailer ihre Karriere.
Ihre beiden jüngeren Brüder Rudi und Toni waren ebenfalls Skirennläufer, letzterer wurde mehrfacher Weltmeister und Olympiasieger.

## Erfolge

### Olympische Winterspiele
- Oslo 1952: 17. Slalom

### Weltmeisterschaften
- Oslo 1952 : 17. Slalom